# Himalphalangium dolpoense
Himalphalangium dolpoense is een hooiwagen uit de familie echte hooiwagens (Phalangiidae).